# 正親町三条実愛
正親町三条 実愛（おおぎまちさんじょう さねなる、1821年1月8日 - 1909年10月20日）は、江戸時代後期から明治期にかけての公卿・政治家、麝香間祗候。権中納言・正親町三条実義の子。正親町三条家28代。官位は従一位・権大納言。明治維新後、改名して嵯峨 実愛（さが さねなる）。

## 経歴
文政5年（1822年）に叙爵。以降累進して、侍従・右近衛権少将・右近衛権中将・新清和院別当・奉幣使次官。嘉永元年（1848年）に従三位参議となって公卿に列する。丹波権守・権中納言・踏歌節会外弁・右衛門督などを歴任した。安政2年（1855年）の孝明天皇遷幸の際、馬副6名・舎人2名・副舎人1名・雑色6名・居飼1名・傘1名を随えて供奉している。
安政5年（1858年）、江戸幕府が朝廷に対して通商条約締結の勅許を求めた際、廷臣八十八卿の一人として反対論を展開した。これによって井伊直弼による安政の大獄に連座する。安政6年（1859年）、権大納言。万延元年（1860年）に議奏、文久2年（1862年）に国事御用掛に就任。しかし、薩摩藩の主導する公武合体運動を支持して「航海遠略策」に賛同したため、尊皇攘夷派の志士から敵視された結果、翌文久3年（1863年）に失脚する。
同年の八月十八日の政変で朝廷に復帰した後は、薩摩藩に接触して討幕派公卿の一人として朝廷を主動した。明治元年（1868年）に新政府の議定、同2年（1869年）には刑部卿に就任。その後も内国事務総督、教部卿等などを歴任した。明治3年（1871年）12月、家名を嵯峨に改姓。明治13年（1880年）、勲一等旭日大綬章。明治16年（1883年）には、滋宮韶子内親王・明宮嘉仁親王の御用掛を拝命した。明治21年（1888年）、従一位。明治42年（1909年）、90歳で薨去。

## 備考
- 「討幕の密勅」を薩摩藩に伝達する役割を担った。
- 一説に孝明天皇は暗殺されたのであり、共謀実行者は実愛と岩倉具視とするものもある。しかしながら、平成元年（1989年）と同2年（1990年）に当時名城大学商学部教授であった原口清が発表した論文『孝明天皇の死因について』『孝明天皇は毒殺されたのか』によると、死因が天然痘であることは病理学的にも明白であり、この著作の登場以降は否定されるのが通説である。
- 「嵯峨日記」と総称される膨大な日記を残した。現在、写本が宮内庁書陵部に保存されている。
- 華族令制定により当主・公勝に伯爵に叙されたが、それへの不満が「嵯峨日記」に残されている。大臣家ながら平堂上貴族と同じ叙爵となったこと、やはり討幕の密勅に関わった中山忠能が侯爵となるなど勲功の扱いが不公平に映ったことが原因と思われる。嵯峨は4年後に侯爵となったが、その間の動きなどは浅見雅男『華族誕生』に詳しい。

## 系譜
- 父：正親町三条実義
- 母：松姫 - 松平光年娘
- 養父：正親町三条公厚
- 妻：鶴
  - 男子：嵯峨公勝
- 生母不明の子女
  - 男子：嵯峨公平
  - 長女：眉延子 - 冷泉為柔室
  - 次女：保子 - 毛利敬親の養女、毛利元敏正室
  - 七女：餘年子 - 野宮定穀後室

## 登場作品
NHK大河ドラマ
- 翔ぶが如く（1990年） - 演：沼田爆
- 徳川慶喜（1998年） - 演：森田順平
- 青天を衝け（2021年） - 演：置鮎龍太郎

NHKその他
- 天皇の世紀（1971年） - 演：佐伯徹

| 公職                                 | 公職                   | 公職                          |
| ------------------------------------ | ---------------------- | ----------------------------- |
| 先代 三条実美（→欠員） 神祇伯→神祇卿 | 教部卿 1872年          | 次代 大木喬任                 |
| 先代 正親町三条実愛 刑法官知事       | 刑部卿 1869年 - 1870年 | 次代 （欠員→）江藤新平 司法卿 |
| 先代 池田章政                        | 刑法官知事 1869年      | 次代 正親町三条実愛 刑部卿    |
| 先代 山内豊信                        | 知学事 1869年          | 次代 山内豊信                 |